# Heinrich Nebelsieck (Politiker)
Johann Heinrich Nebelsieck (* 24. Juni 1809 in Baarsen; † 17. April 1865 ebenda) war ein deutscher Kleinköthner und Politiker.
Nebelsieck war der Sohn des Kleinköthners und Revierförsters Friedrich Nebelsieck (1767–1825) und dessen Ehefrau Anna Katharina, geborene Klenke (1772–1858). Er war Kleinköthner und Strumpfhändler in Baarsen. Nebelsieck heiratete am 30. November 1843 in Neersen Caroline Rischebusch (1809–1845), mit der er eine Tochter bekam, die schon als Säugling verstarb. Nach dem Tod seiner ersten Ehefrau im Jahr 1845 heiratete er zehn Jahre später erneut, am 2. August 1855 in Baarsen. Mit seiner zweiten Frau Caroline Lange (1822–1916) hatte er vier Kinder, von denen drei das Erwachsenenalter erreichten. 
1859 bis 1864 war er Abgeordneter im Spezial-Landtag für das Fürstentum Pyrmont. 